# HMS Colossus (1803)
Pour les autres navires du même nom, voir HMS Colossus.
Le HMS Colossus est un navire de ligne de 3e rang de 74 canons lancé le 23 avril 1803 pour la Royal Navy au  chantier naval de Deptford.

## Histoire
Il est présent à la bataille de Trafalgar sous les ordres du capitaine James Nicoll Morris.

En 1815, il est mis dans la flotte de réserve à Chatham. Il sera détruit en 1826.